# Pavlo Virsky

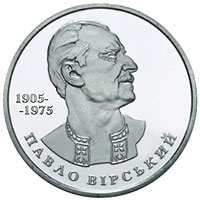
Pièce de monnaie émise à l'occasion du anniversaire de la naissance de Pavlo Virsky.

Pavlo Pavlovytch Virsky (ukrainien : Павло Павлович Вірський), né le 25 février 1905 à Odessa et mort le 5 juillet 1975 à Kiev, est un danseur et chorégraphe ukrainien, fondateur de l'ensemble de danse folklorique nationale ukrainienne.

## Biographie
Issu de la noblesse, Pavlo Virsky nait le 12 février 1905 à Odessa dans la famille de l'ingénieur Pavel Pavlovitch et de son épouse Olympiade Alexeïevna Virsky. Il a un frère cadet prénommé Alexeï.
Diplômé du lycée Richelieu d'Odessa en 1923, il étudie à l’École d'art musical et dramatique d'Odessa en 1923-1927, puis, à l'École nationale de ballet au sein du théâtre du Bolchoï sous la direction du professeur Assaf Messerer en 1927-1928.
En 1923-1931, il était danseur de ballet et chorégraphe et, en 1932-1933, maître de ballet du Théâtre d'opéra et de ballet d'Odessa. En 1933-1937, il est successivement directeur artistique des théâtres d'opéra et de ballet de Kharkov, de Dnepropetrovsk et de Kiev.
En 1937, il a organisé, avec Nikolaï Bolotov, l’ensemble de danse folklorique de la RSS d’Ukraine. En 1937-1940, il s'illustre comme chorégraphe de l'ensemble.
De 1940 à 1943, il est chorégraphe de l'ensemble des chants et danses du District militaire de Kiev, qui, repoussé par l'invasion allemande, a été intégré à la 5e armée soviétique. De 1943 à 1955, il est chorégraphe des Chœurs de l'Armée rouge, membre du PCUS (b) à partir de 1946.
À partir de 1955, il est le directeur artistique de l'Ensemble national de danse de la RSS d'Ukraine, avec lequel il effectue de nombreuses tournées en URSS et à l'étranger.
Il a enseigné à l'école de ballet de Kiev.
Il est nommé artiste du peuple de l'URSS en 1960.
Pavlo Virsky est inhumé au cimetière Baïkov.
La troupe nationale porte son nom depuis 1977.

## Récompenses
- Artiste du peuple de l'URSS : 1960
- ordre du Drapeau rouge du Travail : 1949, 1965
- ordre de l'Étoile rouge : 1942
- ordre de l'Amitié des peuples : 1975
- prix national Taras Chevtchenko : 1965[1][réf. non conforme]
- prix Staline : 1950, pour les chorégraphies des Chœurs de l'Armée rouge
- prix d'État de l'URSS : 1970